# Rivière Mermentau

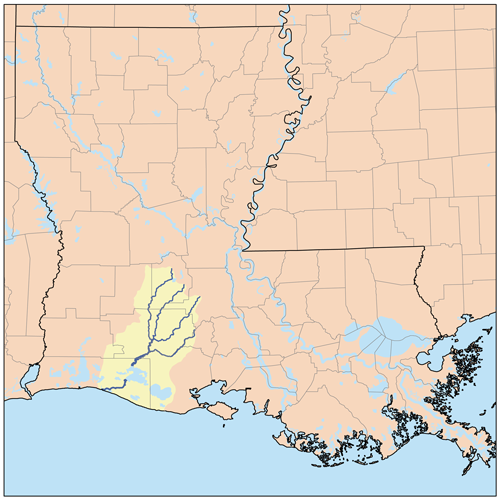
Carte du bassin fluvial de la rivière Mermentau et ses 4 principaux affluents (de gauche à droite) Bayou Nezpiqué, Bayou des Cannes, Bayou Plaquemine Brûlé, et Bayou Queue de Tortue.

La rivière Mermentau est un cours d'eau qui coule en Louisiane et se jette dans le golfe du Mexique. 

## Géographie
La rivière Mermentau prend sa source au nord-ouest de la ville de Lafayette. La rivière va parcourir près d'une centaine de kilomètres avant d'aller se jeter dans le golfe du Mexique.
La rivière Mermentau est située dans le centre-sud de la Louisiane. Son bassin fluvial est alimenté par les eaux de plusieurs confluents. Les principaux confluents sont le bayou Nezpiqué, bayou des Cannes, bayou Queue de Tortue et bayou Plaquemine Brûlé. 
La rivière Mermentau traverse plusieurs lacs, Le lac Arthur, le lac Grand Lake, et son appendice le lac Misère, le lac Blanc, le lac Mud supérieur et le lac Mud inférieur.  

## Histoire
Dans le dernier quart du XVIIIe siècle, il y avait un chef amérindien de la tribu des Atakapas dénommé "Chef Nementou". Le 16 avril 1784, à l'époque de la Louisiane française, le chef Nementou a vendu un terrain sur le bayou Plaquemine Brûlée à Antoine Blanc pour 100 $. Nementou est mentionné comme étant le chef d'un village amérindien situé sur une rivière portant son nom. Finalement, les Franco-Louisianais transformèrent Nementou en Mementou, puis en Mermentau. 
Le flibustier Jean Laffite est connu pour avoir navigué dans les parages de la rivière Mermentau, peut-être pour y cacher un trésor ?
Dans la partie aval de la rivière Mermentau, peu avant son entrée dans le lac Mud inférieur, existe une île située près du village de Grand Chénier. Cette île est appelée Negro Island (ou Skull Island/île du squelette) sur laquelle furent découverts de nombreux ossements ayant appartenu à des esclaves africains et reconnaissables aux chaînes et anneaux entourant leurs membres. Ils furent certainement jetés par-dessus bord d'un navire négrier, après la fin de la Guerre de Sécession en raison de la peine de mort qu'encouraient les capitaines surpris à pratiquer la traite négrière.